# Elisabeta Neculce-Carțiș
Elisabeta Neculce-Carțiș (n. 25 ianuarie 1923, București — d. 4 decembrie 1998, București) a fost o soprană română.

## Biografie
A copilărit și și-a făcut studiile la Brăila, oraș în ale cărui tradiții muzicale s-au încrustat numele unor mari cântăreți de operă ai poporului român - ca Hariclea Darclée, George Niculescu-Basu, Petre Ștefănescu Goangă, Ionel Voineag, fapt care fără îndoială a înrâurit formarea viitoarei artiste.
Admisă la Conservatorul din București, a studiat arta cântului în clasa profesoarei Livia Vațianu-Vrăbiescu; printre personalitățile artistice care au îndrumat-o se mai numără compozitorii Dimitrie Cuclin, Vasile Popovici, Ioan Chirescu, dirijorul Umberto Pessione, baritonul Mihail Vulpescu.
Absolvind Conservatorul, nu consideră câtuși de puțin că prin aceasta și-a încheiat studiile, ci pornește abia atunci să își întemeieze cunoașterea aprofundată a marelui repertoriu și tainele varietății stilistice în abordarea fațetelor atât de felurite ale creației vocale universale și naționale.
Începând cu primul recital de lieduri - dat la 18 ianuarie 1955 la Studioul Ateneului - parcurge sute de nestemate ale liricii vocale de cameră și devine paralel, apărând adesea ca solistă a unor programe simfonice, una din cele mai apreciate cântărețe de concert ale vieții muzicale românești.
Contribuțiile sale interpretative în redarea Liedurilor Wesendonck de Wagner, a Celor din urmă patru cântece de Richard Strauss, a partidei solistice din Missa în do minor de Mozart sau din Simfonia a IX-a de Beethoven, prezentarea în versiune de concert a monodramei Erwartung (Așteptarea) de Arnold Schonberg sau a unor extrase din Wozzeck de Alban Berg se înscriu ca momente memorabile în experiența muzicală a celor care au avut privilegiul să le urmărească.
Artista a mărturisit că marea ei pasiune a fost dintotdeauna muzica de concert, către care au îndreptat-o preferințele ei muzicale, educația estetică aleasă, o anume simplitate și sobrietate - calități de asemenea definitorii pentru profilul ei interpretitiv.
Faptul că s-a orientat cu operativitate în orice text muzical inedit, că a știut să deslușească liniile de forță ale oricărei partituri ce se înfățișa entuziasmului ei neobosit în propagarea componisticii contemporane, a făcut din Elisabeta Neculce-Carțiș una dintre cele mai importante susținătoare ale muzicii vocale românești. Relizările ei impresionante pe acest tărâm au fost adesea subliniate de critica muzicală și i-au adus chiar prețuirea formulată în scris a Uniunii Compozitorilor pentru serviciile importante aduse slujirii creației naționale.
După absolvirea Conservatorului, Elisabeta Neculce-Carțiș a cântat în corul Radiodifuziunii Române sub bagheta compozitorului și dirijorului Gheorghe Danga. Elisabeta Neculce-Carțiș a fost angajată solistă a Operei Române din București de la data de 1 ianuarie 1959. Pe prima scenă lirică a țării, cântăreața a slujit în primul rând acel repertoriu către care o îndreptau în chip firesc calitățile aparte ale vocii sale, dar și cultura artistică specifică.
A fost căsătorită cu Teodor Carțiș, compozitor și dirijor al Corului de Copii al Radiodifuziunii Române, devenit ulterior director al Casei de discuri Electrecord. Au avut o fiică, Mihaela, și ea absolventă de Conservator.
A debutat la 20 iunie 1959 în rolul Alicei Ford din Falstaff de Verdi; au urmat Contesa din Nunta lui Figaro, Donna Elvira din Don Giovanni și Fiordiligi din Cosi fan tutte de Mozart, Eva din Maeștrii cântăreți din Nurnberg și Elsa din Lohengrin de Wagner, Mareșala din Cavalerul Rozelor de Richard Strauss și Euridice din Orfeu de Gluck.
În 1964, când se reprezintă în premieră opera Prometeu de Doru Popovici, întreaga critică remarcă drept unul din personajele cele mai realizate pe acela al nimfei Eromeni, creat de Elisabeta Neculce-Carțiș.
Fără a se crea vreo ierarhizare și neuitând că artista a marcat creții excelente și în rolul titular dinMadama Butterfly de Puccini, în acela al Margaretei din Faust de Gounod sau în acela din Albert Herring de Britten, în care a realizat un rol de compoziție, depășind cu naturalețe dificultățile unor contururi melodice complicate, putem totuși afirma că ea s-a evidențiat înainte de toate prin relevarea nobleței liniei muzicale din capodoperele cele mai sublime ale artei lirice, cu o preferință marcată spre operele germane; o destinau acesteia natura aparte a frazării, felul de a-și conduce glasul, culoarea vocală. Cu toate acestea, interpreta nu s-a ancorat într-o unilateralitate stilistică: mărturie stau versurile reușite date unor pagini cum sunt Aria scrisorilor din Werther de Massenet. De la Gluck la Berg, de la Mozart la Wagner, de la Puccini la Massenet, Elisabeta Neculce-Carțiș a demonstrat diapazonul artistic deosebit de cuprinzător al resurselor sale.
A murit la 4 decembrie 1998 la București, după o lungă și grea suferință, fiind înmormântată lângă părinții săi în Cimitirul Sfântul Constantin din Brăila, orașul copilăriei și adolescenței sale, de care a fost extrem de legată pe parcursul vieții.

## Distincții
- Ordinul Meritul Cultural clasa a III-a (12 septembrie 1968) „pentru merite deosebite în activitatea muzicală”[1]